# 2005年度世界長者番付
2005年度世界長者番付は、フォーブスの調査による世界の億万長者の番付（2005年度版）である。

## ランキング
1. ビル・ゲイツ (5兆9000億) アメリカ マイクロソフト
2. ウォーレン・バフェット (4兆9000億) アメリカ 投資家 バークシャー・ハサウェイ
3. カルロス・スリム・ヘル (3兆3600億) メキシコ/レバノン テルメックス
4. イングヴァル・カンプラード (2兆9600億) スウェーデン イケア
5. ラクシュミ・ミタル (2兆4700億) インド ミタルスチール
6. ポール・アレン (2兆3000億) アメリカ マイクロソフト
7. ベルナール・アルノー (2兆1500億) フランス　クリスチャン・ディオール
8. アル・ワリード王子 (2兆) サウジアラビア　投資
9. デイヴィッド・トムソン (1兆9600億) カナダ
10. 李嘉誠 (1兆8800億) 中国 (香港)
11. ロマン・アブラモヴィッチ (1兆8200億) ロシア（プレミアリーグ、チェルシーのオーナー）
12. マイケル・デル (1兆7100億) アメリア デル
13. カール・アルブレヒト (1兆7000億) ドイツ
14. シェルドン・アデルソン (1兆6100億)
15. リリアン・ベッテンコート (1兆6000億)
16. ラリー・エリソン (1兆6000億) アメリカ
17. クリスティ・ウォルトン (1兆5900億) ウォルマート
18. ジム・ウォルトン(1兆5900億) アメリカ ウォルマート
19. S. ロブソン・ウォルトン (1兆5800億) USA ウォルマート
20. アリス・ウォルトン (1兆5700億) USA ウォルマート
21. ヘレン・ウォルトン (1兆5600億) USA ウォルマート
22. テオ・アルブレヒト (1兆5200億) ドイツ
23. アマンシオ・オルテガ (1兆4800億) スペイン
24. スティーブ・バルマー (1兆3600億) アメリカ
25. アジム・プレムジ (1兆3300億) インド
26. セルゲイ・ブリン (1兆2900億) アメリカ/ロシア グーグル
27. ラリー・ペイジ (1兆2800億) アメリカ グーグル
28. アビガイル・ジョンソン (1兆2500億)
29. Nasser Al-Kharafi一族(1兆2400億) クウェート
30. バーバラ・コックス・アンソニー (1兆2400億)